# 9918 Timtrenkle
9918 Timtrenkle è un asteroide della fascia principale. Scoperto nel 1979, presenta un'orbita caratterizzata da un semiasse maggiore pari a 3,1060333 au e da un'eccentricità di 0,1344167, inclinata di 6,14971° rispetto all'eclittica.